# Marco Silva
Marco Alexandre Saraiva da Silva (phát âm tiếng Bồ Đào Nha: [ˈmaɾku ˈsilvɐ]; sinh ngày 12 tháng 7 năm 1977) là một huấn luyện viên bóng đá người Bồ Đào Nha và cựu cầu thủ chơi ở vị trí hậu vệ phải. Ông là huấn luyện viên của câu lạc bộ Fulham là Premier League.
Ông đã chơi cho nhiều câu lạc bộ Bồ Đào Nha khác nhau và kết thúc sự nghiệp của mình sau sáu năm gắn bó với Estoril. Ông đã làm huấn luyện viên câu lạc bộ trong ba năm trước khi dành một mùa giải làm huấn luyện viên của Sporting CP. Trong thời gian đó, đội đã giành được Cúp Bồ Đào Nha. Sau đó, ông sang làm việc ở nước ngoài. Lần đầu tiên, ông cầm quân câu lạc bộ bóng đá Hy Lạp Olympiakos, nơi ông đã giành được Giải bóng đá vô địch quốc gia Hy Lạp vào mùa giải 2015–16. Sau đó, ông đã dành nhiều năm ở Anh với tư cách là huấn luyện viên trưởng của Hull City, Watford, Everton và Fulham.

## Sự nghiệp huấn luyện viên

### Everton
Silva được bổ nhiệm làm huấn luyện viên của Everton vào ngày 31 tháng 5 năm 2018 với hợp đồng có thời hạn hai năm. Ông chỉ đạo trận đấu đầu tiên cho câu lạc bộ trong trận chiến thắng 22–0 trong trận giao hữu trước mùa giải trước đội nghiệp dư của Áo là ATV Irdning. Vào ngày 21 tháng 4 năm 2019, ông đã dẫn dắt đội giành chiến thắng 4–0 trước Manchester United, chiến thắng lớn nhất của Toffees trước Manchester United trên mọi đấu trường kể từ chiến thắng 5–0 vào tháng 10 năm 1984. Ông kết thúc mùa giải đầu tiên tại Goodison Park ở vị trí thứ tám sau trận hòa 2–2 trên sân khách trước Tottenham Hotspur vào ngày thi đấu cuối cùng. Mặc dù Everton kết thúc ở cùng vị trí mà đội đạt được dưới thời Sam Allardyce một năm trước đó, nhưng hiệu số bàn thắng bại của đội đã được cải thiện thêm 22. Họ cũng đã giành chiến thắng trong năm trong tám trận gần nhất, bao gồm các chiến thắng 2–0 và 1–0 trên sân nhà trước Chelsea và Arsenal.
Silva đã kéo dài chuỗi trận thắng trên sân nhà của Everton lên sáu trận vào ngày 1 tháng 9 năm 2019, chuỗi đầu tiên kể từ tháng 4 năm 2017 với chiến thắng 3–2 trước Wolverhampton Wanderers.Ông đã bị sa thải vào ngày 5 tháng 12 năm 2019 sau trận thua 5–2 trước đối thủ cùng thành phố là Liverpool, khiến đội bóng tụt xuống vị trí thứ 18.

### Fulham
Vào ngày 1 tháng 7 năm 2021, Silva được bổ nhiệm làm huấn luyện viên trưởng tại câu lạc bộ Fulham vừa xuống hạng EFL Championship theo hợp đồng có thời hạn ba năm, sau khi Scott Parker rời đi để gia nhập Bournemouth.
Silva đã xin lỗi sau khi bị đuổi khỏi sân do hành vi không đúng mực trong trận thua 3–1 trên sân khách trước Manchester United ở tứ kết FA Cup vào ngày 19 tháng 3 năm 2023 sau khi cầu thủ Willian của ông bị đuổi khỏi sân vì chạm bóng bằng tay. Vào ngày 4 tháng 4, ông đã bị cấm chỉ đạo trong hai trận và nộp phạt 20.000 bảng Anh vì vụ việc đó. Trong giai đoạn sau mùa giải, sau khi cán đích ở vị trí thứ mười, Silva đã từ chối lời đề nghị và hợp đồng được đưa ra từ các câu lạc bộ Saudi Pro League là Al-Ahli và Al Hilal, với các hợp đồng được đưa ra với mức lương lên tới 40 triệu bảng Anh trong hai năm.
Vào tháng 10 năm 2023, Silva đã đồng ý ký một thỏa thuận mới cho đến năm 2026. Vào ngày 19 tháng 12, ông đã dẫn dắt Fulham vào trận bán kết Cúp Liên đoàn đầu tiên của họ sau khi đánh bại Everton trên chấm phạt đền, trước khi gặp thất bại trước Liverpool với tỷ số 3–2 sau hai lượt trận.

## Thống kê sự nghiệp huấn luyện viên
Tính đến 5 tháng 10 năm 2024
| Đội         | Từ                  | Đến                 | Thống kê | Thống kê | Thống kê | Thống kê | Thống kê |
| Đội         | Từ                  | Đến                 | Trận     | T        | H        | B        | % thắng  |
| ----------- | ------------------- | ------------------- | -------- | -------- | -------- | -------- | -------- |
| Estoril     | 27 tháng 9 năm 2011 | 21 tháng 5 năm 2014 | 116      | 54       | 31       | 31       | 046,55   |
| Sporting CP | 21 tháng 5 năm 2014 | 4 tháng 6 năm 2015  | 53       | 31       | 15       | 7        | 058,49   |
| Olympiacos  | 8 tháng 7 năm 2015  | 23 tháng 6 năm 2016 | 48       | 38       | 3        | 7        | 079,17   |
| Hull City   | 5 tháng 1 năm 2017  | 25 tháng 5 năm 2017 | 22       | 8        | 3        | 11       | 036,36   |
| Watford     | 27 tháng 5 năm 2017 | 21 tháng 1 năm 2018 | 26       | 8        | 5        | 13       | 030,77   |
| Everton     | 31 tháng 5 năm 2018 | 5 tháng 12 năm 2019 | 60       | 24       | 12       | 24       | 040,00   |
| Fulham      | 1 tháng 7 năm 2021  | nay                 | 149      | 67       | 32       | 50       | 044,97   |
| Tổng cộng   | Tổng cộng           | Tổng cộng           | 473      | 230      | 100      | 143      | 048,63   |